# 로빈 훗 (1964년 영화)
로빈 훗(Robin And The 7 Hoods)은 미국에서 제작된 고든 더글러스 감독의 1964년 영화이다. 프랭크 시나트라 등이 주연으로 출연하였고 프랭크 시나트라 등이 제작에 참여하였다.

## 출연

### 주연
- 프랭크 시나트라
- 딘 마틴

### 조연
- 새미 데이비스 주니어
- 빙 크로스비
- 피터 포크
- 바바라 루쉬
- 빅터 부오노
- 행크 헨리

## 제작진
- 협력프로듀서: 윌리엄 H. 다니엘스
- 미술: 리로이 딘
- 의상: 돈펠드

## 음악

### 노래
- "All for One and One for All" - Peter Falk and others
- "Any Man Who Loves His Mother" - Dean Martin
- "Bang! Bang!" - Sammy Davis, Jr.
- "Style" - Bing Crosby, Frank Sinatra, Dean Martin
- "Mr. Booze" - Bing Crosby and others
- "Don't be a Do-Badder" - Bing Crosby and the Mitchell Boy Singers
- "My Kind of Town" - Frank Sinatra
- "Don't Be a Do-Badder" (reprise) - Frank Sinatra, Dean Martin, Sammy Davis Jr.